# Museo diocesano d'arte sacra Andrea Guardi
Il Museo Diocesano d'Arte Sacra "Andrea Guardi" di Piombino, in provincia di Livorno, ha sede in alcuni ambienti dell'ex Convento degli Agostiniani, adiacente alla Concattedrale di sant'Antimo.

## Percorso espositivo e opere
L'itinerario espositivo del Museo Diocesano si sviluppa in tre sale al pianoterra del convento.

### Ingresso - Chiostro
Si accede al Museo dal chiostro, che Andrea Guardi realizzò per Iacopo III Appiani nel 1470, con venti colonne marmoree terminanti con capitelli recanti stemmi della famiglia Appiani.

### Prima sala
La prima sala testimonia l'attività del Guardi a Piombino in essa, infatti, sono esposti:
- frammenti marmorei e sculture (XV secolo), legate all'attività dell'artista fiorentino e della sua bottega;
- Madonna col Bambino e angeli (XV secolo), sculture a bassorilievo, di Andrea Guardi, che in origine costituivano una lunetta di cui non si conosce la provenienza;
- tre formelle con gli Stemmi delle Confraternite;
- il tabernacolo eucaristico, attribuito ad Andrea Guardi.

### Seconda sala
La seconda sala presenta la suppellettile liturgica. Di particolare interesse:
- un’acquasantiera, costituita da una vasca polilobata medievale e da una colonna del 1530, proveniente dalla Chiesa di Santa Croce in Populonia;
- paramenti sacri provenienti dalla chiesa di Sant'Antimo;
- serie di reliquiari (XVII - XIX secolo), tra cui il Reliquiario di san Cerbone, patrono della diocesi massetana;
- pace (XV secolo), in ottone fuso,
- tre vasetti per olii santi (XVII secolo).
- servizio di cartegloria (XIX secolo), in metallo;
- turibolo (XIX secolo).

### Terza sala
Nella terza sala si conservano: 
- Madonna in trono con Gesù Bambino (XV secolo), affresco, di anonimo pittore toscano;
- Crocifisso (XVI secolo), in legno intagliato e dipinto, proveniente dal cimitero di Populonia;
- Santa Anastasia (XVII secolo), busto in terracotta;
- Il trasporto di san Cerbone (XVIII secolo), olio su tela, proveniente dalla Chiesa di Santa Croce in Populonia;
- Madonna con Gesù Bambino (XIX secolo), olio su tela, proveniente dalla Chiesa di Santa Croce in Populonia.